# Mazda RX-500
La Mazda RX-500 est un concept-car japonais à moteur central dévoilé au public lors du Tokyo Motor Show 1970. C'est une voiture de sport à portes en élytre.

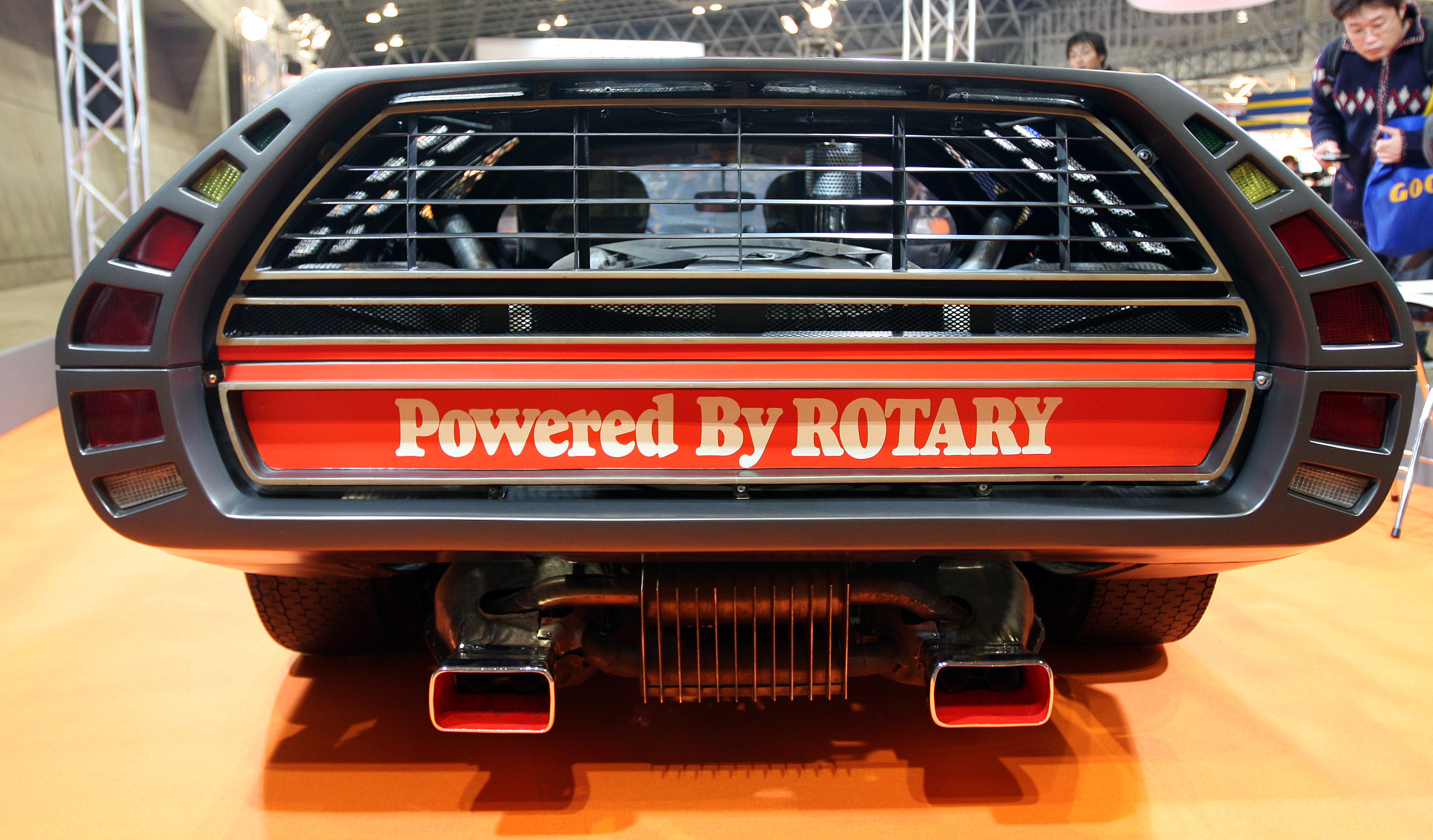

La RX-500 fut conçue comme un banc d'essai mobile pour la sécurité routière, elle a par exemple reçu des feux arrière multicolores qui indiquent les changements de vitesses de la voiture : accélération, freinage ou vitesse stabilisée.
La voiture pesait 850 kg et était propulsée par un moteur Wankel birotor 10A de 982 cm3 qui fut monté en position central arrière et produisait 247 ch (184 kW). Le moteur est accessible par des portes papillons.

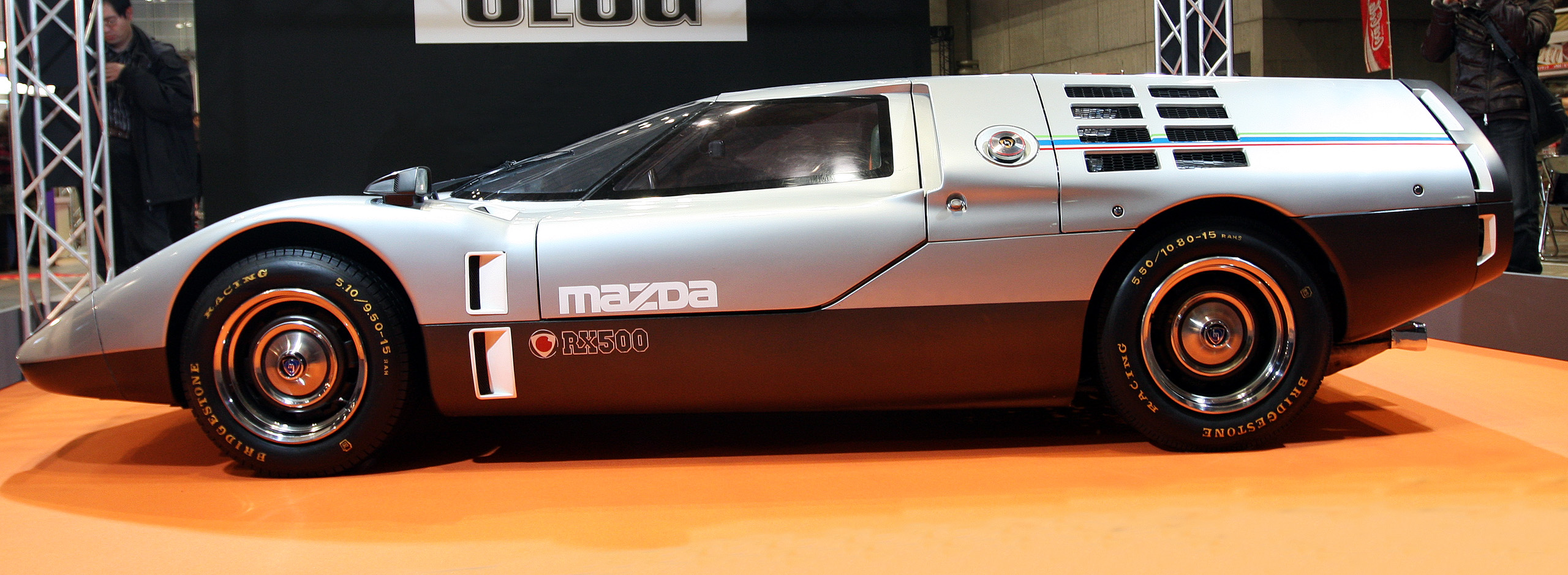

La voiture fut restaurée pour le Tokyo Motor Show 2009. Elle est maintenant exposée au musée des Transports de la Ville d'Hiroshima, et fut exposée lors du Goodwood Festival of Speed en 2014.